# 예일디자인고등학교
예일디자인고등학교(禮一디자인高等學校)는 대한민국 서울특별시 은평구 구산동에 있는 사립 고등학교이다.

## 학교 연혁
- 1965년 : 서울특별시 종로구 충신동 60에 위치한 문성여자상업고등학교를 인수하여 예일여자상업고등학교를 설립, 초대 교장에 김예환 박사 취임
- 1969년 : 서울특별시 은평구 구산동 8-3에 보통교실 60실, 특별교실 및 관리실 26실을 신축하여 준공, 서울특별시 종로구 충신동에서 은평구 구산동으로 이전, 각 학년 주간부 6학급, 야간부 3학급, 합계 27학급 증설
- 1973년 : 예일여자상업고등학교를 예일여자고등학교로 변경 승인 받음
- 1985년 : 초현대식 강당(독보기념관) 지상 3층, 지하 1층 준공
- 1990년 : 상고 건물 본관 3층과 별관 3층을 각각 5층으로 증축하여 보통교실 30개, 실험실습실 16개 확보
- 1991년 : 야간수업 운영에서 전학년 30학급 주간에 수업운영
- 1993년 : 예일여자고등학교 2부 상과를 주간 예일여자실업고등학교로 변경승인 받음
- 1994년 : 예일여자실업고등학교 1학년 520명 입학식 거행
- 1996년 : 예일여자고등학교 2부 상과 마지막회 졸업식 거행
- 1997년 : 종합교육관 준공
- 2002년 : 종합교육관 증축
- 2005년 : 서울특별시 교육청으로부터 예일디자인고등학교로 승인받음(시각디자인과 2, 웹디자인과 2, 실내장식디자인과 2, 패션디자인과 2, 각 학년 8개학급)
- 2007년 3월 1일 : 예일디자인고등학교로 정식 교명 변경
- 2020년 3월 : 웹디자인과를 웹콘텐츠디자인과로, 패션디자인과를 패션·스타일과로 실내장식디자인과를 3D공간제품디자인과로 학과명 변경
- 2021년 3월 1일 : 제9대 이영철 교장 취임

## 설치 학과
- 시각디자인과
- 웹콘텐츠디자인과
- 3D공간제품디자인과
- 패션·스타일과

## 참고 자료
- 예일디자인고등학교 - 한국교육학술정보원 학교알리미